# Giuliana Poletti
Giuliana Poletti Corrales (Asunción, 30 de septiembre de 2000) es una deportista paraguaya que compite en voleibol, en la modalidad de playa.
Junto a su compañera Michelle Valiente, participaron en los Juegos Olímpicos de París 2024 tras consagrarse ganadoras, junto a sus compañeras Erika Mongelós y Fiorella Núñez, en el Clasificatorio Olímpico de la Confederación Sudamericana de Voleibol (CSV) llevado a cabo en Luque, Paraguay.

## Carrera
Inició jugando voleibol en el Colegio Internacional de Asunción y participó en un concurso de belleza de la institución en el año 2014 y fue nombrada primera princesa del nivel básico (fundamental), en el año 2015 defendió los colores del Club Deportivo Alemán. En voleibol de salón compitió con la selección nacional en el Campeonato Sudamericano Infantil (Sub-16) 2015 en Tarapoto, edición en la que fue capitana del equipo, y finalizó en la séptima posición.
En 2015, formó parte de la selección paraguaya de playa junto a María Janina Ocampos y Diana Mereles y compitió en la II edición del Campeonato Mundial Escolar de Voleibol de Playa realizado en Aracaju, obtuvo la medalla de bronce, y juntas quedaron en tercer lugar en el circuito paraguayo Sub-23 en 2017 en Asunción.  En 2016 debutó en el circuito sudamericano en la etapa de Asunción junto a Cece Fernández, y con Romina Édiger en la etapa de Santa Cruz de la Sierra, en ambas ocasiones terminaron en la decimotercera posición.
En 2017 formó dupla con Patricia Caballero y obtuvo el tercer lugar en la primera etapa del circuito paraguayo y el título en la segunda etapa, y también en la tercera etapa en Asunción, y en este mismo recinto terminaron terceros en la última etapa, juntos jugaron en la cancha cuando defendieron al Club Deportivo Internacional en la final del torneo cerrado del mismo año, y en el circuito paraguayo Sub-21 2017 estuvieron junto a Laura Ovelar, ganaron el título de la etapa de Asunción, y ganaron la medalla de oro en los Juegos Sudamericanos de la Juventud 2017 en Asunción, y compitieron en los Juegos Bolivarianos 2017 en Santa Marta, luego, junto a Michelle Valiente, compitió en el Mundial Sub-21 en Nankín y terminó en noveno lugar.
En 2018 estuvo con Laura Ovelar en la etapa del circuito sudamericano en Cañete, y terminaron en la decimotercera posición, compitió con Romina Édiger en el clasificatorio sudamericano para los Juegos Olímpicos de la Juventud de Buenos Aires 2018 y se ganó el lugar con el segundo lugar en la etapa de Cochabamba, y compitió en los citados juegos con sede en Buenos Aires, cuando finalizó en el decimoséptimo lugar, ganando Gabriela Filippo el título en la etapa del circuito paraguayo en Asunción. En la cancha fue campeona nacional 2018 con el Deportivo San José.
En 2019, compitió en el circuito sudamericano junto a Karina Morel Bejarano en la etapa de San Francisco del Sur y terminaron en quinto lugar, luego, con Gabriela Filippo, terminaron en noveno lugar. Con Michelle Valiente compitió en los Juegos Suramericanos de Playa de 2019, quedando eliminado en cuartos de final, y junto a Laura Ovelar compitió en el Campeonato Mundial Sub-21 2019 en Udon Thani.
En la temporada 2020, en el Circuito Sudamericano de Coquimbo y en el escenario de Lima estuvo junto a Erika Mongelós, continuando en el 2021 con Laura Ovelar ganando el título en la etapa de la Copa Continental y el tercer lugar en la Final de la Copa Continental, ambos de Asunción, también con María Janina Ocampos, finalizó en el cuarto lugar de las eliminatorias para los Juegos Panamericanos Junior de 2021 en Asunción. Con Erika Mongelós inició el camino 2022 compitiendo en el Circuito Español y terminaron segundas en la etapa de Ribadesella y terceras en Madrid, también compitieron en el Mundial de Roma, y juntos también fueron subcampeonas en San Juan (Argentina), y terceras en Montevideo, luego, junto a Laura Ovelar, obtuvo la medalla de plata en los Juegos Suramericanos de 2022.
De 2020 a 2023 estudió en Estados Unidos, en la Universidad Texas A&M–Corpus Christi, representando al equipo Islanders, formando dúo con Brooke Pertuit.  En 2023, estuvo con Fiorella Núñez en las Finales del CSV en Uberlândia y finalizó en quinto lugar, luego retomó la dupla con Laura Ovelar y finalizó en noveno lugar en la V edición de los Juegos Sudamericanos de Playa 2023 en Santa Marta, obteniendo el tercer lugar en el circuito eslovaco en la etapa de Ružomberok, terminaron en el decimotercer lugar en el Future en Baden y en el cuarto lugar en la etapa de Lima del circuito sudamericano.